# 27.ª edición de los Premios Grammy
La 27.ª edición de los Premios Grammy se celebró el 26  de febrero de 1985 en el Shrine Auditorium de Los Ángeles, en reconocimiento a los logros discográficos alcanzados por los artistas musicales durante el año anterior. El evento fue presentado por John Denver y fue televisado en directo en Estados Unidos por CBS.
Esta edición incorporó por primera vez la categoría de premio a la mejor grabación de reggae.

## Ganadores

### Generales
- Grabación del año
  - Terry Britten (productor); Tina Turner (intérprete) por "What's Love Got to Do with It?"
- Álbum del año
  - James Anthony Carmichael (productor); Lionel Richie (productor e intérprete) por Can't Slow Down
- Canción del año
  - Terry Britten & Graham Lyle (compositores); Tina Turner (intérprete) por "What's Love Got to Do with It?"
- Mejor artista novel
  - Cyndi Lauper

### Blues
- Mejor álbum de blues tradicional
  - Sugar Blue, John P. Hammond, J.B. Hutto & the New Hawks, Luther 'Guitar Junior' Johnson, Koko Taylor & the Blues Machine & Stevie Ray Vaughan & Double Trouble por Blues Explosion

### Clásica
- Mejor grabación clásica orquestal
  - Jay David Saks (productor), Leonard Slatkin (director) & Orquesta Sinfónica de San Luis por Prokófiev: Sinfonía n.º 5
- Mejor interpretación solista vocal clásica
  - Pierre Boulez (director), Heather Harper, Jessye Norman & José van Dam, BBC Symphony Orchestra & Ensemble Intercontemporain por Ravel: Songs of Maurice Ravel
- Mejor grabación de ópera
  - Michel Glotz (productor), Lorin Maazel (director), Choeurs et Maitrise de Radio France & Orchestre National de France por Bizet: Carmen (Original Soundtrack)
- Mejor interpretación coral, clásica
  - James Levine (director), Margaret Hillis (director de coro) & Sinfónica de Chicago por Brahms: Réquiem alemán
- Mejor interpretación clásica - Solista o solistas instrumentales (con orquesta)
  - Raymond Leppard (director), Wynton Marsalis & English Chamber Orchestra por Wynton Marsalis, Edita Gruberová: Handel, Purcell, Torelli, Fasch, Molter
- Mejor interpretación clásica - Solista o solistas instrumentales (sin orquesta)
  - Yo-Yo Ma por Bach: The Unaccompanied Cello Suites
- Mejor interpretación de música de cámara
  - Juilliard String Quartet por Beethoven: The Late String Quartets
- Mejor composición clásica nueva
  - Samuel Barber (compositor) & Christian Badea (director) por Barber: Antony and Cleopatra
- Mejor álbum de música clásica
  - John Strauss (productor), Neville Marriner (director), Ambrosian Opera Chorus, Choristers of Westminster Abbey & Academy of Saint Martin in the Fields por Amadeus (Original Soundtrack)

### Comedia
- Mejor grabación de comedia
  - "Weird Al" Yankovic por "Eat It"

### Composición y arreglos
- Mejor composición instrumental
  - Randy Newman (compositor) por "The Natural"
  - John Williams (compositor) por "Olympic Fanfare and Theme", música oficial de la XXIII Olimpiada
- Mejor banda sonora original de película o especial de televisión
  - Lisa Coleman, John L. Nelson, Prince & Wendy Melvoin (compositores); Prince & the Revolution (intérprete) por Purple Rain
- Mejor arreglo instrumental
  - Jeremy Lubbock & Quincy Jones (arreglistas); Quincy Jones (intérprete) por "Grace (Gymnastics Theme)"
- Mejor arreglo de acompañamiento para vocalista(s)
  - David Foster & Jeremy Lubbock (arreglistas); Chicago (intérpretes) por "Hard Habit to Break"
- Mejor arreglo vocal (dúo, grupo o coro)
  - The Pointer Sisters (arreglistas) por "Automatic"

### Country
- Mejor interpretación vocal country, femenina
  - Emmylou Harris por "In My Dreams"
- Mejor interpretación vocal country, masculina
  - Merle Haggard por "That's the Way Love Goes"
- Mejor interpretación country, duo o grupo
  - The Judds por "Mama He's Crazy"
- Mejor interpretación instrumental country
  - Ricky Skaggs por "Wheel Hoss"
- Mejor canción country
  - Steve Goodman (compositor); Willie Nelson (intérprete) por "City of New Orleans"

### Espectáculo musical
- Mejor álbum de espectáculo con reparto original
  - Stephen Sondheim (compositor & escritor), Thomas Z. Shepard (productor) & el elenco original por Sunday in the Park with George

### Folk
- Mejor grabación étnica o tradicional
  - Elizabeth Cotten por Elizabeth Cotten Live!

### Gospel
- Mejor interpretación vocal gospel, femenina
  - Amy Grant por "Angels"
- Mejor interpretación vocal gospel, masculina
  - Michael W. Smith por Michael W. Smith
- Mejor interpretación vocal gospel, duo o grupo
  - Debby Boone & Phil Driscoll por "Keep The Flame Burning"
- Mejor interpretación gospel soul, femenina
  - Shirley Caesar por Sailin'
- Mejor interpretación gospel soul, masculina
  - Andrae Crouch por "Always Remember"
- Mejor interpretación gospel soul, duo grupo
  - Shirley Caesar & Al Green por "Sailin' on the Sea of Your Love"
- Mejor interpretación inspiracional
  - Donna Summer por "Forgive Me"

### Hablado
- Mejor grabación hablada
  - Ben Kingsley por The Words of Gandhi

### Histórico
- Mejor álbum histórico
  - J.R. Taylor (productor); Count Basie, Tommy Dorsey, Benny Goodman, Fletcher Henderson, Chick Webb, Paul Whiteman y otros (intérpretes) por Big Band Jazz

### Infantil
- Mejor grabación para niños
  - Ron Haffkine (productor) & Shel Silverstein por Where the Sidewalk Ends

### Jazz
- Mejor interpretación instrumental jazz, solista
  - Wynton Marsalis por Hot House Flowers
- Mejor interpretación instrumental jazz, grupo
  - Art Blakey & the Jazz Messengers por "New York Scene"
- Mejor interpretación instrumental jazz, big band
  - Count Basie por 88 Basie Street
- Mejor interpretación de jazz fusion, vocal o instrumental
  - Pat Metheny Group por First Circle
- Mejor interpretación vocal jazz
  - Joe Williams por Nothin' But the Blues

### Latina
- Mejor álbum de pop latino
  - Plácido Domingo por Always in My Heart (Siempre en mi corazón)
- Mejor álbum latino tropical tradicional
  - Eddie Palmieri por Palo pa' Rumba
- Mejor interpretación mexicano-americana
  - Sheena Easton & Luis Miguel por "Me gustas tal como eres"